# Вильгельмсхафен
Вильгельмсха́фен (нем. Wilhelmshaven [vɪlhɛlmsˈhaːfən], н.-нем. Willemshaven) — город окружного подчинения на северо-западе Германии, в Нижней Саксонии. Население: 75,9 тыс. человек (2013).
Основан в 1869 королём Пруссии Вильгельмом I как база прусского флота. Был главной базой ВМС Германии в двух мировых войнах. В настоящее время — главная военно-морская база ФРГ на Северном море и третий по размеру порт (после Гамбурга и портовой группы Бремена и Бремерхафена), специализирующийся на перевалке нефтепродуктов.
В городе расположен Политехнический институт (Fachhochschule), аквариум с североморскими животными, мост Короля Вильгельма (Kaiser-Wilhelm-Brücke) — один из крупнейших в Европе вращающихся мостов; военно-морской музей.

## История
С момента основания и до 27 января 1889 года возглавлял управление портом вице-адмирал Барон фон дер Гольц. С 27 января 1889 года главным командиром Вильгельмсхафенского порта назначен вице-адмирал Патен (бывший директор гидрографического департамента).
| Год  | Население |
| ---- | --------- |
| 1990 | 90 051    |
| 1995 | 91 230    |
| 2000 | 86 453    |
| 2005 | 84 118    |
| 2010 | 81 137    |

## Политика

### Городской совет
Городской совет города Вильгельмсхафен состоит из 38 членов совета на парламентский срок 2016—2021 годов. Указанное число для города с населением от 75 001 до 100 000 обычно составляет 44 члена совета. По решению городского совета это число было сокращено шестью членами совета на срок полномочий 2016—2021 гг. Городской совет избирается на пять лет. Нынешний парламентский срок полномочий начинается 1 ноября 2016 года и заканчивается 31 октября 2021 года. Постоянный мэр также имеет право голосовать в городском совете. С 1 ноября 2019 года это Карстен Файст (беспартийный).
Город Вильгельмсхафен всегда был оплотом СДПГ до местных выборов в 2001 году. Несмотря на большие потери, СДПГ стала самой сильной фракцией на местных выборах 2006 года, но впервые за 20 лет она не имела абсолютного большинства в городском совете и не была представлена в группе большинства. На местных выборах в 2011 году СДПГ пережила ещё одно резкое падение голосов на −5,8 % и достигла нового минимума в 32,1 %, в то время как ХДС добился небольшого роста с + 1,1 % и сформировал самую сильную фракцию. В парламентский срок 2011—2016 гг. Обе партии сформировали мажоритарную группу.
На муниципальных выборах 2016 года эта группа большинства из ХДС и СДПГ была наказана избирателем. СДПГ достигла исторического минимума в 26,0 %, но осталась самой сильной силой в совете. ХДС получила только 20,2 % голосов, потеряв почти треть своих предыдущих голосов. АфД , который побеждал впервые, стал третьей по численности партией с 11,2 % голосов. Всего в новом городском совете представлены одиннадцать партий. После первоначальных обсуждений сначала ХДС и WBV сформировали группу (11 мест), которая имеет право голоса над фракцией СДПГ (10 мест). Третьей сильнейшей группой была группа «зеленый-независимый-социальный», альянс зеленых, UWG, BASU и The Party (8 мест).
На заседании учредительного совета 2 ноября 2016 года советник WBV Стефан Беккер был избран новым председателем совета. Кристина Хайде из СДПГ стала его заместителем. Как почетный мэр были избраны Урсула Glaser (ХДС) и Уве Ризы (SPD).
В марте 2017 года фракция совета АфД раскололась в городском совете после того, как совет сделал выговор члену АфД на частной странице в Facebook.

## Экономика и инфраструктура
В 2016 году валовый внутренний продукт Вильгельмсхафена составил 2,993 миллиарда евро. В том же году ВВП на душу населения составлял 38 804 евро (Нижняя Саксония: 34 812 евро / Германия: 38 180 евро). В 2017 году в городе было занято около 44 800 человек. Уровень безработицы в декабре 2018 года составил 10,4 %, что значительно выше среднего показателя по Нижней Саксонии, равного 5,0 %.
Согласно исследованию Ольденбургской торгово-промышленной палаты, город Вильгельмсхафен имеет самый большой пригородный баланс в регионе Ольденбург после города Ольденбург. Доля жителей пригородной зоны возросла с 6 795 (2013 г.) до 8 178 (2018 г.), а доля пассажиров с 12 1233 (2013 г.) до 12 701 (2018 г.). Большинство пассажиров приезжают из окружающих общин Шортенс (2491) и Санд (1180) в районе Фрисландия.
В 2012 году в Вильгельмсхафене открылся JadeWeserPort, крупный контейнерный порт.

### Металлургия
Компания Manitowoc Crane Group Germany GmbH, ведущий мировой производитель гидравлических мобильных кранов, превратился в крупнейшего работодателя по металлу в Вильгельмсхафене. Мобильные краны грузоподъемностью от 14 до 499 т, подъемные платформы и строительные краны производятся на территории компании в западной промышленной зоне. Строительство кранов имеет давнюю традицию в Вильгельмсхафене. С 2002 года компания постоянно расширялась. Число сотрудников в офисе в Вильгельмсхафене выросло с 740 до 1120 в период с конца 2005 года до конца 2007 года.
Компания ALBA Metall Nord GmbH, занимается переработкой металла, принадлежит Alba Group. Компания, насчитывающая около 100 сотрудников, расположена на южной стороне торгового порта и располагает парком машин и транспортных средств, оборудованным в соответствии с последними техническими стандартами, на территории компании площадью 50 000 м².

### Туризм
Благодаря своему расположению непосредственно на побережье Северного моря, Вильгельмсхафен привлекателен для отдыхающих и однодневных туристов. Вильгельмсхафен не только выполняет функции верхнего центра (особенно в качестве торгового города); город также привлекает людей со всего мира как портовый город, культурный центр и морской курорт.
Южный пляж Вильгельмсхафен — один из немногих пляжей на немецком побережье Северного моря с южным расположением. После реконструкции и открытия в 1988 году он стал главной туристической достопримечательностью города с южной набережной, а также историческими пляжными домиками и пляжным залом.
Морская миля начинается недалеко от южного пляжа . Под этим названием продаются пять туристических объектов, расположенных вдоль южного пляжа к северной стороне Великой гавани : Музей военно-морского флота Германии, Музей побережья Вильгельмсхафена, центр для посетителей Вадденского моря, объект Всемирного наследия ЮНЕСКО Аквариум Вильгельмсхафена, а также туры в гавань с MS Harle Kurier, который также используется в качестве парома в Эквардерхёрне.
В дополнение к преобладающему повседневному туризму, Вильгельмсхафен также предлагает размещение для гостей, которые приезжают в город по делам или на короткий отпуск. Согласно опросу за 2013 год, 105 541 человек (2011 год: 98 017 гостей) посетили город с 294 515 ночевками (2011 год: 280 675 ночевок). В среднем было предложено 2028 коек (2011 год: 1787 коек), а показатель занятости кроватей составил около 40 % (2011 год: 43 %). Средняя продолжительность пребывания составила 2,8 дня (2011 год: 2,9 дня).

### Государственные учреждения
С 1951 года Вильгельмсхафен является штаб-квартирой Федерального фонда страхования от несчастных случаев, органа, ответственного за обязательное страхование от несчастных случаев для всех федеральных служащих. Он расположен в бывшем здании военно-морского госпиталя на Везерштрассе. Согласно Закону о социальном страховании художников (KSVG), Фонд предлагает независимым артистам и публицистам социальную защиту в области пенсионного обеспечения, страхования здоровья и ухода.1 января 2015 года федеральный фонд страхования от несчастных случаев и фонд страхования от железнодорожных происшествий объединились в новый Федеральное и железнодорожное страхование от несчастных случаев. Новое агентство работает с головным офисом в Вильгельмсхафене и Франкфурте, а также в девяти других местах.

## Герб
Богатая история города отражена и в его гербе. Вильгельмсхафен получил свой первый герб только 28 июля 1892 года, почти через два десятилетия после того, как 10 декабря 1873 года ему были предоставлены права города. В этот день кайзер Вильгельм II подписал «Высший орден» о награждении герба города. Герб : «В синем цвете золотой якорь с двумя перекрещенными перевернутыми золотыми мечами, покрытый серебряным сердечным щитом, внутри прусского орла с символикой. На щите венец». Цвета города были чёрным, белым и синим и символизировали прусские цвета над морем.
С объединением земель Хеппенс, Нойенде и Бант 1 мая 1911 года, чтобы сформировать город Рюстринген, потребовались отдельные эмблемы. 3 июля 1911 года «Рюстрингер Фризе» стал символом города Рюстринген по проекту Георга Селло . Свой рисунок фризского с копьем и щитом он заимствовал из средневековой печати страны Рюстрингеров. Когда города Вильгельмсхафен и Рюстринген были объединены в город Вильгельмсхафен 1 апреля 1937 года, герб города Рюстринген был отменен.
Пока сохранился прусский герб города; но необходимо было подумать о новом гербе. Удаление сердечного щита с прусским орлом было нецелесообразным из-за сходства с гербом города Золинген.
Только 7 марта 1939 года, перед визитом Адольфа Гитлера на спуск на воду линкора Tirpitz 1 апреля 1939 года и вручением свидетельств о почетном гражданстве, предоставленных 29 июня 1937 года объединённым городом Вильгельмсхафен, новый герб был представлен. Герб: «Раскол синего и серебряного, спереди серебряный меч, за четырьмя синими волнистыми полосами».
15 января 1946 года от этого герба пришлось отказаться по приказу британского военного правительства.
Осенью 1947 года городской совет решил искать новые гербы в «неограниченном конкурсе на герб, флаг и печать». Рисунки художника Деттмара Колдевея заняли 1-3 места. Однако ни один из этих проектов не был принят. Городской совет окончательно остановился на старом изображении щита «Рюстрингер Фризен» и поручил советнику и учителю живописца Георгу Эмилю Бауманну переработать фигуру герольда.
Из-за воинственного снаряжения фризов со щитом и поднятым копьем изначально не было уверенности в том, что проект получит одобрение британского военного правительства. Но 18 ноября 1948 года этот герб был одобрен Министерством внутренних дел Нижней Саксонии и принят городом.
Герб: «В золоте, бегущий рыжий воин естественного цвета, с волосами, круглым щитом, концом копья и ступнями, касающимися края щита, в красном камзоле на коленях, брюках и туфлях, с красным мечом, подпоясанным и срезанным с золотом, в красных ножнах, маленьким в вытянутой левой руке. красный круглый щит, внутри золотого круга, пересеченного четырьмя золотыми крестами, в правой руке, которая немного направлена вниз, красное фризское копье, поднятое к верхнему краю круглого щита».
На различных изображениях, в том числе на флаге города, у Frieze светлые волосы, но утвержденный дизайн, который был передан в Государственный архив Ганновера, показывает, что он с рыжими волосами. Фактически, в предварительном наброске у фриза были «светлые» волосы и золотые украшения на копье, мече и щите. Однако, поскольку золотые элементы на золотом фоне не были бы правильными по причине окрашивания, пришлось изменить цвет.

## Международные отношения

### Города-побратимы
- Виши, Франция (1965)
- Норфолк, США (1976)
- Данфермлин, Великобритания (1979)
- Быдгощ, Польша (2006)

### Города-партнёры
- Бромберг, Австрия (1980)
- Бад-Гарцбург, Германия (1988)
- Логроньо, Испания (1990)
- Циндао, Китай (1992)

## Известные уроженцы
- Ниманд, Фриц (1892–1943) – контр-адмирал-инженер кригсмарине.
- Гельман, Ганс (1903–1938) –  немецкий физик-теоретик, пионер квантовой химии.

## Почетное гражданство
Почетное гражданство является высокой оценкой города Вильгельмсхафена. Им город наградил следующих людей:
- Франц Кульман (1877—1965), предприниматель, основатель фонда;
- Иоганн Янсен (1895—1983), член городского совета (1946—1972), лорд-мэр (1961—1972);
- Артур Грюневальд (1902—1985), член городского совета (1945—1960), городской директор (1960—1967) и лорд-мэр (1972—1976);
- Вальтер Шуман (1903—1986) член городского совета (1968—1976)
- Ханс Янсен (1918—2001), член городского совета и председатель парламентской группы (с 1955), член государственного парламента (с 1963), мэр (1981—1986);
- Август Дезенц, советник города Вильгельмсхафен (с 2001 г.), Федеральный крест за заслуги перед законом (1998 г.)[20].